# لوئیس برونتو
لوئیس برونتو (اسپانیایی: Luis Brunetto‎؛ ۲۷ اکتبر ۱۹۰۱ – ۷ مهٔ ۱۹۶۸) ورزشکار پرش سه‌گام اهل آرژانتین بود.